# Information Technology Security Evaluation Criteria

Information Technology Security Evaluation Criteria (ITSEC) est un standard pour la sécurité des systèmes d'information.
Après le TCSEC, qui définit des standards au niveau « machine » (composants, logiciels…), l'ITSEC définit une politique de sécurité du système d'information.
L'ITSEC est le produit du travail commun de plusieurs pays de l'Union européenne en 1991.